# Locust Valley (New York)

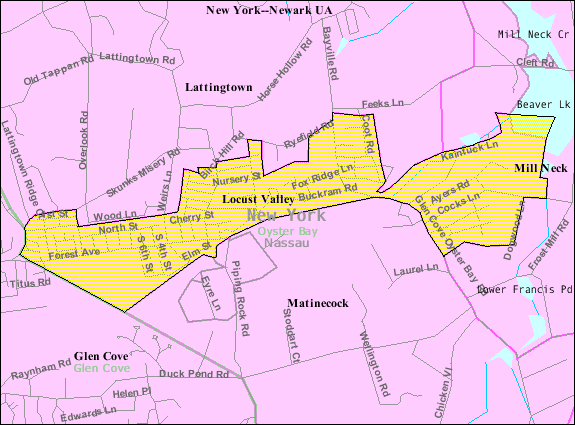
Lagekarte von Locust Valley

Locust Valley ist ein sogenanntes Hamlet (im Deutschen einem Weiler entsprechend) und ein Census-designated place in Nassau County. Laut dem US-Zensus aus dem Jahr 2010 leben 3406 Einwohner in diesem Ort. Er gehört zum Stadtgebiet von Oyster Bay auf Long Island.
Locust Valley gilt als einer der wohlhabendsten Vororte im Agglomerationsraum New Yorks. Dementsprechend sind in diesem CDP mehrere Golf- und Poloclubs beheimatet. Im Ort befindet sich der überregional bekannte botanische Garten Bailey Arboretum.